# 天主教帕特森教區
天主教帕特森教區（拉丁語：Dioecesis Patersonensis）是美國一個羅馬天主教教區，屬紐瓦克總教區。教區於1937年12月9日成立，主教座堂為聖若翰洗者主教座堂。
教區管轄新澤西州西北部，教座位於帕特森。教區於2014年時有45萬名教友（佔轄區總人口40%）和最少262名司鐸，並設109個堂區。
現任教區主教為基文·J·斯威尼，榮休主教為亞瑟·J·塞拉泰利。